# Molí de l'Arrupit
El Molí de l'Arrupit és una obra de Riudarenes (Selva) protegida com a bé cultural d'interès local.

## Descripció
Edifici de planta rectangular, tres pisos i teulada a dues vessants amb caiguda a la façana. La porta té llinda rectangular monolítica i al tercer pis hi ha una galeria de tres arcs, amb barana de teula disposada formant forats triangulars. La resta d'obertures són senzilles, rectangulars, i la paret és arrebossada. Es mantenen les bigues i cairats de fusta del sostre de la galeria, així com el terra de peces quadrangulars de tova. Al costat hi ha ampliacions més modernes, que s'anaren construint en diferents èpoques adaptant-se a les necessitats del moment.
El més interessant però, és la part de l'antic molí perfectament conservat i integrat en la construcció, ja que la casa està construïda sobre el mur de contenció de l'aigua, d'uns set meres de gruix. El Molí de l'Arrupit, està format per quatre molins, dos d'ells medievals i els altres dos d'època moderna. A la part de sota, per on passava l'aigua, hi ha unes naus amb volta que es comuniquen a través d'arcs de pedra amb les rodes que, mogudes per l'aigua, posaven en funcionament les moles. Una de les voltes és feta amb pedra volcànica. La part més antiga del carcavà és d'aparell de pedra regular disposades en filades i la més moderna, corresponent a l'ampliació, és feta de rajols.
A l'entrada del mas trobem els tres molins i un blanquejador.Tots els molins mantenen les seves dues moles així com tots el mecanismes i elements per fer-los funcionar: la grua per a desplaçar les moles, la farinera, la tremuja... També es conserva la pastera i diversos estris com ara la pala, la mesura de moldre o la llosa de moldre. A més, s'aprofitava l'energia per a fer moure un garbellador i una esmoladora d'eines. Es conserva la bassa que rebia l'aigua de quatre cursos diferents: Riesplet, Rierroig, Vall d'en Rosers i de la Riera de Santa Coloma. El molí abocava l'aigua a una canal que la conduïa fins al molí de Cartellà.

## Història
La primera notícia que ens consta documentalment és del 22 de febrer de 1194 quan el priorat de Santa Maria de Roca Rossa a Tordera va comprar la meitat del molí. Sis anys més tard adquiria l'altra meitat. Aquest molí però ja devia existir des de la primera meitat del segle xii. La comunitat agustina va decidir ampliar-lo construint-ne un de nou al seu costat. El 30 d'octubre de 1220, Guillem de Llagostera, la seva dona Agnès, en Ros de Pineda i la seva dona Dolça, ratifiquen la donació d'una feixa de terra al costat del molí per construir-hi un segon molí. Finalment, el 23 d'abril de 1240, l'abat del monestir de Sant Salvador de Breda, signa una lloació i aprovació de la venda i concessió per a construir un nou molí a la Riera de Riudarenes. Malgrat tot, desconeixem si mai s'arribà a fer. Probablement als segles XVII-XVIII el molí s'amplià amb dos nous carcavàs on se situaren els mecanismes per a fer funcionar un molí fariner i un escairador. Al mateix temps es va ampliar considerablement la bassa. L'element determinant per a la datació és el carcavà. En època moderna els carcavàs dels dos molins medievals van ser allargats fins a doblar-los i se'n construïren dos més de nous que desguaçaven a través d'ells, l'un en l'altre, per abocar finalment a través del segon molí medieval. El molí va estar en funcionament fins fa uns trenta anys.
El juliol de 1872, el molí fou comprat pel besavi de Josep Bosch i Alsina, l'actual propietari, al Priorat de Santa Eulàlia d'Hortsavinyà. Va ser reconstruït i al costat s'hi edificà una cort i una pallissa.